# Nesillas typica
Il cantore di Tsikirity (Nesillas typica (Hartlaub, 1860)) è un uccello della famiglia Acrocephalidae, endemico del Madagascar.